# قلعه گمبرون
قلعه پرتغالی‌ها یا قلعه گمبرون (به پرتغالی: Forte de Comorão) قلعه‌ای مربوط به پرتغالی‌ها واقع در گمبرون (بندرعباس کنونی) در استان هرمزگان واقع در جنوب ایران بود.
این قلعه از چاه‌های آب آشامیدنی تامین‌کننده آب پرتغالی‌های ساکن هرمز، محافظت می‌کرد. این قلعه و گمبرون در ۲۲ سپتامبر ۱۶۱۴ تحت فرماندهی شاه عباس یکم در حمله دریایی نیروهای ایرانی تسلیم شد و این روستا به بندرعباس تغییر نام داد.